# Musca canus
Musca canus là một loài ruồi trong họ Tachinidae.